# Johann Ramaré
Johann Ramaré (Rennes, 5 juni 1984) is een Franse voetballer (middenvelder) die sinds 2010 voor de Franse tweedeklasser Stade de Reims uitkomt.